# Gach Sarā
Gach Sarā (persiska: گُرجی سَرا, Gorjī Sarā, گچ سرا) är en ort i Iran.   Den ligger i provinsen Mazandaran, i den norra delen av landet, 110 km norr om huvudstaden Teheran. Antalet invånare är 251.
Terrängen runt Gach Sarā är varierad, och sluttar norrut. Runt Gach Sarā är det ganska tätbefolkat, med 96 invånare per kvadratkilometer. Närmaste större samhälle är Motel Qū, 1,8 km nordost om Gach Sarā. I omgivningarna runt Gach Sarā växer i huvudsak blandskog.